# La República perdida II
La República perdida II es un documental argentino de 1986 dirigido por Miguel Pérez, con producción del dirigente político radical Enrique Vanoli y textos de María Elena Walsh. Estrenada el 1 de enero de 1986.
Es la segunda parte del documental La República perdida. también dirigido por Miguel Pérez en 1983. 

## Sinopsis
La película es un documental sobre la dictadura militar argentina conocida como Proceso de Reorganización Nacional (1976-1983).

## Reparto
| Actor        | Personaje |
| ------------ | --------- |
| Aldo Barbero | Narrador  |
| Rita Cortese | Narrador  |

- Datos: Q6464841